# William Timothy Gowers
William Timothy Gowers, známý také jako Tim Gowers,  (* 20. listopadu 1963 Marlborough, Wiltshire, Anglie, Spojené království) je anglický matematik. Je profesorem na katedře kombinatoriky na Collège de France, vedoucím výzkumu na univerzitě v Cambridge a členem Trinity College v Cambridge. V roce 1998 získal Fieldsovu medaili za svou práci, která dala do souvislosti funkcionalní analýzu a kombinatoriku. Byl také pořizovatelem známého díla The Princeton Companion to Mathematics, které bylo publikováno v roce 2008.